# Cantón de Saint-Antonin-Noble-Val
El cantón de Saint-Antonin-Noble-Val era una división administrativa francesa, que estaba situada en el departamento de Tarn y Garona y la región de Mediodía-Pirineos.

## Composición
El cantón estaba formado por nueve comunas:
- Castanet
- Cazals
- Féneyrols
- Ginals
- Laguépie
- Parisot
- Saint-Antonin-Noble-Val
- Varen
- Verfeil

## Supresión del cantón de Saint-Antonin-Noble-Val
En aplicación del Decreto n.º 2014-273 de 27 de febrero de 2014, el cantón de Saint-Antonin-Noble-Val fue suprimido el 22 de marzo de 2015 y sus 9 comunas pasaron a formar parte del nuevo cantón de Quercy-Rouergue.